# Legal Entity Identifier
Ein Legal Entity Identifier (Akronym: LEI; deutsch: Rechtsträger-Kennung) ist eine global eindeutige Kennung für Rechtsträger im Finanzmarkt, die 2012 eingeführt wurde.
Entsprechend der Europäischen Finanzmarktverordnung MiFIR (Markets in Financial Instruments Regulation) müssen Wertpapierfirmen, die Geschäfte mit Finanzinstrumenten tätigen, der für sie zuständigen Aufsichtsbehörde jedes Geschäft mit Finanzinstrumenten  melden, unabhängig davon, ob es an einem Handelsplatz abgeschlossen wurde oder nicht. Die Meldungen müssen insbesondere die Bezeichnung und die Zahl der erworbenen oder veräußerten Finanzinstrumente, Volumen, Datum und Zeitpunkt des Abschlusses, den Kurs und Angaben zur Identifizierung der Kunden enthalten, in deren Namen die Wertpapierfirma das Geschäft abgeschlossen hat.
In Bezug auf die Angaben zur Identifizierung der Kunden verwenden Wertpapierfirmen eine Kennung für Rechtsträger (LEI = Legal Entity Identifier), die zur Identifizierung von Kunden eingeführt wurde, bei denen es sich um juristische Personen handelt.
Damit wird jede Organisationsform, die im Handels-, Vereins- oder Stiftungsregister eingetragen ist und Finanzinstrumente (d. h. Aktien, Anleihen etc.) kauft, verkauft oder ausgibt, verpflichtet einen LEI zu abonnieren. Die Pflicht entfällt selbst dann nicht, wenn der Handel mit Finanzinstrumenten nicht das eigentliche Geschäft der Organisation ist.

## Struktur der LEI
| Aufbau des LEI-Codes                                | Aufbau des LEI-Codes | Aufbau des LEI-Codes | Aufbau des LEI-Codes | Aufbau des LEI-Codes | Aufbau des LEI-Codes | Aufbau des LEI-Codes   | Aufbau des LEI-Codes   | Aufbau des LEI-Codes   | Aufbau des LEI-Codes   | Aufbau des LEI-Codes   | Aufbau des LEI-Codes | Aufbau des LEI-Codes |
| --------------------------------------------------- | -------------------- | -------------------- | -------------------- | -------------------- | -------------------- | ---------------------- | ---------------------- | ---------------------- | ---------------------- | ---------------------- | -------------------- | -------------------- |
| 1                                                   | 2                    | 3                    | 4                    | 5                    | 6                    | 7                      | 8                      | 9                      | …                      | 18                     | 19                   | 20                   |
| LOU- Code                                           | LOU- Code            | LOU- Code            | LOU- Code            | Tren- nung           | Tren- nung           | Entity- Identifikation | Entity- Identifikation | Entity- Identifikation | Entity- Identifikation | Entity- Identifikation | Prüf- summe          | Prüf- summe          |
| RWE AG (CICI, Vergabe vor 30.11.2012)               |                      |                      |                      |                      |                      |                        |                        |                        |                        |                        |                      |                      |
| M07J9MTYHFCSVRBV26                                  | M07J9MTYHFCSVRBV26   | M07J9MTYHFCSVRBV26   | M07J9MTYHFCSVRBV26   | M07J9MTYHFCSVRBV26   | M07J9MTYHFCSVRBV26   | M07J9MTYHFCSVRBV26     | M07J9MTYHFCSVRBV26     | M07J9MTYHFCSVRBV26     | M07J9MTYHFCSVRBV26     | M07J9MTYHFCSVRBV26     | 31                   | 31                   |
| G.E. Financing GmbH (CICI, Vergabe nach 30.11.2012) |                      |                      |                      |                      |                      |                        |                        |                        |                        |                        |                      |                      |
| 5493                                                | 5493                 | 5493                 | 5493                 | 00                   | 00                   | 84UKLVMY22DS           | 84UKLVMY22DS           | 84UKLVMY22DS           | 84UKLVMY22DS           | 84UKLVMY22DS           | 16                   | 16                   |
| Sparkasse Bremen AG (GEI, Vergabe nach 30.11.2012)  |                      |                      |                      |                      |                      |                        |                        |                        |                        |                        |                      |                      |
| 5299                                                | 5299                 | 5299                 | 5299                 | 00                   | 00                   | 9D9BIL4D4UHT           | 9D9BIL4D4UHT           | 9D9BIL4D4UHT           | 9D9BIL4D4UHT           | 9D9BIL4D4UHT           | 93                   | 93                   |
| Stadt Köln (LEIReg, Vergabe nach 30.11.2012)        |                      |                      |                      |                      |                      |                        |                        |                        |                        |                        |                      |                      |
| 3912                                                | 3912                 | 3912                 | 3912                 | 00                   | 00                   | 01LYGX6JEVCV           | 01LYGX6JEVCV           | 01LYGX6JEVCV           | 01LYGX6JEVCV           | 01LYGX6JEVCV           | 44                   | 44                   |

Ein LEI-Eintrag muss mindestens enthalten:
- Firma / Name des Rechtsträgers in offizieller Schreibweise,
- Adresse der Hauptniederlassung,
- Adresse bei Gründung,
- Datum der ersten LEI-Vergabe,
- Datum der letzten Änderung des LEI-Eintrags,
- Datum des Auslaufens des LEI-Eintrags (wenn nicht mehr gültig),
- Verweis auf die Kennung im Handelsregister (sofern anwendbar),
- LEI-Code: ein zwanzigstelliger, alphanumerischer Code

Der zwanzigstellige LEI-Code ist der Legal Entity Identifier im engeren Sinne. Dieser Code muss global eindeutig sein und wird ohne sprechende Bestandteile vergeben. Zum Beispiel enthalten in Deutschland vergebene LEI-Codes bewusst nicht die ISO-Länderkennung „DE“, um den Code durch einen Umzug des Unternehmens nicht ungültig werden zu lassen. Die letzten beiden Ziffern des LEI-Codes sind Prüfziffern. Der LEI-Code setzt sich wie folgt und in der Tabelle beschrieben zusammen:
Die Vergabe von Codes nach diesem Muster geschah vor dem 30. November 2012 nur als CICI (CFTC Interim Compliant Identifiers). Die dort vergebenen Codes haben folgende Struktur:
- 18-stellige Identifikation des Rechtsträgers, eindeutig innerhalb der CICI (bestehend aus Großbuchstaben und/oder Ziffern)
- 2-stellige Prüfsumme, die gemäß ISO 7064 (Modulo 97-10[9]) gebildet wird.

Seit dem 1. Dezember 2012 vergeben unterschiedliche zugelassene Pre Local Operating Units (Pre-LOUs) Pre-LEI-Codes in folgender Struktur:
- 4-stelliger Code für Local Operating Units (LOUs), die regional für die Vergabe zuständig sind (bestehend aus Ziffern, z. B. 5493 für die CICI, 5299 für das GEI-Portal oder 3912 für das LEIReg-Portal)
- 2-stellige Trennung, vorläufig reserviert (derzeit bestehend aus Nullen)
- 12-stellige Identifikation des Rechtsträgers, eindeutig innerhalb des LOU (bestehend aus Großbuchstaben und/oder Ziffern)
- 2-stellige Prüfsumme, die gemäß ISO 7064 (Modulo 97-10) gebildet wird.

## Vergabe
Die Vergabe der LEI erfolgt durch eine Local Operating Unit (LOU), also einer Registrierungsorganisation, die von der Global Legal Entity Identifier Foundation GLEIF zugelassen wurde. GLEIF wurde wiederum vom Financial Stability Board gegründet, um die LEI-Vergabe zu regeln. Der jeweils aktuelle Stand der für ein Land zugelassenen Registrierungsorganisationen findet sich in einer Tabelle, die von der Website der GLEIF heruntergeladen werden kann.
In Deutschland, Österreich und der Schweiz sind (Stand 22. März 2018) folgende Organisationen zugelassen für die Vergabe von LEIs an Unternehmen mit Sitz in diesen Ländern:
| LOU                                                        | Service          | Vergabe für | Vergabe für | Vergabe für |
| LOU                                                        | Service          | Deutschland | Österreich  | Schweiz     |
| ---------------------------------------------------------- | ---------------- | ----------- | ----------- | ----------- |
| Bloomberg Finance L.P.                                     | Blomberg LEI     | X           | X           | X           |
| Bundesanzeiger Verlag                                      | LEIReg           | X           | X           | X           |
| Business Entity Data B.V.                                  | GMEI Utility     | X           | X           | X           |
| Central Securities Depositary Prague CSD                   | CSD-LEI-Service  | X           | X           | X           |
| EQS Group AG                                               | LEI MANAGER      | X           | X           | X           |
| GS1 Germany GmbH                                           | LEI direct       | X           | X           | X           |
| Irish Stock Exchange Plc                                   | LEI Services     | X           |             | X           |
| Krajowy Depozyt Papierów Wartościowych S.A. (KDPW)         | KDPW/LEI         | X           | X           | X           |
| Schweizerische Eidgenossenschaft – Bundesamt für Statistik | LEI-Schweiz      |             |             | X           |
| London Stock Exchange LEI Limited                          | LSE LEI Services | X           | X           | X           |
| WM Datenservice                                            | WM-LEI-Portal    | X           | X           | X           |
| PSW GROUP                                                  | RapidLEI         | X           | X           | X           |

## Geschichte
Vor 2012 gab es keine Legal Entity Identifiers (auch als LEI-Codes oder -Nummern oder einfach als LEIs bezeichnet). Stattdessen verwendete jedes Land seine eigenen Codes und Systeme, um Finanztransaktionen zu verfolgen. Dies hatte zur Folge, dass es kaum möglich war, Handelsgeschäfte auf dem Weltmarkt zu identifizieren. Daher war es für Marktteilnehmer und private Berater sehr schwierig, Risiken und Gefahren sowohl für einzelne Unternehmen als auch für den gesamten Markt zu bewerten.
Im September 2008 meldete Lehman Brothers Insolvenz an und verschärfte damit die globale Finanzkrise. Die Staats- und Regierungschefs der führenden Industrienationen beschlossen im September 2009 im Rahmen des G-20-Gipfels von Pittsburgh unter anderem, die Strukturen der Regulierung des Finanzmarktes zu stärken und international zu vereinheitlichen. Mit der Umsetzung wurde das Financial Stability Board (FSB) betraut.
Im Januar 2012 hielt das Regulatory Oversight Committee (ROC) für das Global Legal Entity Identifier System (GLEIS) seine Gründungsversammlung ab. Die Mitglieder des ROC werden von Regulierungsbehörden und anderen qualifizierten Organisationen entsandt. Insgesamt sind so 70 Organisationen aus verschiedenen Ländern unter den Mitgliedern und Beobachtern vertreten. Das ROC tagt in Intervallen, dazwischen wird die Arbeit durch das ständig besetzte Committee on Evaluation and Standards vorangetrieben. Das Sekretariat des ROC befindet sich in Basel. Im November 2012 veröffentlichte das FSB die Charta für das ROC.
Im Mai 2012 wurde die LEI-Struktur als Norm ISO 17442:2012 („Financial Services – Legal Entity Identifier (LEI)“) veröffentlicht.
Das endgültige System der LEI-Vergabe soll aus einem mehrstufigen Verfahren bestehen, mit verschiedenen Organisationen regionaler und globaler Zuständigkeit. Bis dieses System etabliert ist, übernehmen nach Entscheidung des LEIROC sogenannte vorläufige Vergabestellen (Pre-LOUs) die Vergabe von LEIs. Es existiert eine Reihe von unterschiedlichen Vergabestellen, welche über die Webseite des LEIROC abzurufen sind.

## Kritik an der Umsetzung in der Praxis
Banken grenzen bei der Kontoführung klar zwischen Privat- und Geschäftskunden ab, bei den Geschäftskunden fehlt aber bei etlichen Instituten in den Kundenstammdaten ein klarer Vermerk dazu, ob es sich bei dem Geschäftskunden auch um eine juristische Person handelt. Von daher wird vielfach auch von nicht im Handelsregister eingetragenen Personengesellschaften die Mitteilung eines LEI als Voraussetzung zur Führung eines Wertpapierdepots gefordert, obwohl die Verordnung dies eigentlich nicht fordert.
Ein weiterer Kritikpunkt betrifft die mit der LEI-Registrierung verbundenen Kosten, die nicht nur bei der Erstbeantragung, sondern als jährlich wiederholende Gebühr erhoben werden. Schon jetzt gibt es für praktisch alle Unternehmen eine Doppelung von Aufwand und Kosten, da Publizitätspflicht und der Pflicht zur Einreichung einer elektronischen Bilanz nicht in Form einer gemeinsamen Meldung Genüge getan werden kann. Mit der Jahresgebühr für die Aufrechterhaltung der LEI-Registrierung kommt hier nun ein dritter Kostenposten hinzu. Das ist umso absurder, da mit der Abwicklung in allen drei Fällen dieselbe Firma, z. B. die Bundesanzeiger GmbH, beauftragt werden kann, es mithin von der Verteilung der Zuständigkeiten eigentlich keinen Grund gäbe, jährlich drei separat einzureichende Meldungen zu fordern.